# Kraljevec Radobojski
Kraljevec Radobojski falu Horvátországban Krapina-Zagorje megyében. Közigazgatásilag Radobojhoz tartozik.

## Fekvése
Krapinától 5 km-re délkeletre, községközpontjától 3 km-re délre fekszik.

## Története
Lakosságát csak 1948-ban számlálták meg először, amikor 107-en lakták. 2001-ben 50 lakosa volt.

## Külső hivatkozások
Radoboj község hivatalos oldala